# 타타르의 멍에
타타르의 멍에는 1240년부터 1480년까지 루스인들이 킵차크 칸국의 지배를 받은 시기를 말한다.

## 오고타이 칸의루스정벌
칭기즈 칸의 뒤를 이은 오고타이 칸은 1236년 조카 바투에게 15만의 병사를 주어 다시 루스로 보냈다. 전 유럽을 공포에 몰아넣은 바투의 유럽 원정이 시작된 것이다. 바투의 원정군에 맞선 루스의 군대는 용감히 싸웠으나 몽골군의 적수가 되지 못했다. 단지 바투의 군대가 대군이라서만이 아니었다. 몽골군은 당시 어느 군대도 따를 수 없는 조직력과 무기·전략을 가지고 있었다. 몽골군은 기동성이 뛰어난 기병으로, 중장 기마대와 경장 기마대를 함께 운용했으며, 군대를 10명, 100명, 1,000명 단위로 편성하고 지휘부에는 참모부를 두는 등, 잘 조직되어 있었다. 또 정찰과 첩보공작을 조직적으로 전개했고, 투석기와 파벽기를 앞세운 공성술도 뛰어났다.
뿐만 아니라 전략도 다양하게 구사했다. 예컨대 야전에서는 보조부대를 진의 중앙에 두고 양측방에 활을 가진 주력부대를 배치했다. 적병이 돌격해 들어오면 중앙이 후퇴하면서 양측방에서 적에게 화살 세례를 퍼부었다. 적병은 처음엔 이기고 있다고 생각하나 곧 함정에 빠져들었음을 깨닫는다.
몽골군은 적의 용기에 대해서는 경의를 표했지만 자비심을 베푸는 일은 좀처럼 없었다. 칭기즈칸이 '후회는 동정의 열매'라고 가르쳤기 때문이다.
바투는 우랄산맥을 넘어 먼저 볼가 불가르인을 침략했다. 그리고 1237년 북쪽에서 돌연히 나타나 루스 대공국들 중 하나인 랴잔 대공국으로 진격했다. 랴잔의 군인은 물론 온 시민이 나서서 끝까지 항전했으나, 5일간의 싸움 끝에 도시는 함락되고 군인들은 몰살당했다.
다음 차례는 블라디미르 대공국이었다. 1237~1238년 사이의 겨울에 몽골군은 얼어붙은 강을 빠른 속도로 건너다니며 당시 루스 최강의 군대를 가지고 있던 블라디미르 대공국의 여러 도시들을 휩쓸었다. 아마도 역사상 루스를 겨울에 침략하여 성공한 유일한 예일 것이다.
이어서 야로슬라블과 트베르, 볼가 강변의 여러 루스 국가들이 몽골군의 발굽 아래 초토화됐다. 노브고로드 공화국만은 루스 국가들 중에서 유일하게 화를 면했다. 얼음이 풀려 그 일대가 뻘수렁으로 변하면서 몽골군이 전진을 포기하고 초원지대로 말머리를 돌렸기 때문이다.
초원지대를 평정하며 잠시 재정비를 마친 몽골군은 이제 키예프로 들이닥쳤다. 1240년 키예프가 점령되어 주민이 모두 죽거나 노예가 되었다.
몽골군은 이어 갈리치아와 볼히니아를 휩쓸고 루스의 국경을 넘어 폴란드와 헝가리로 쳐들어갔다. 폴란드에 침입한 몽골군은 계속 서진해 슐레지엔의 발슈타트 전투에서 폴란드군을 크게 무찔렀고, 헝가리를 침략한 몽골군의 선발대는 오스트리아 동부까지 나아갔다. 온 유럽이 풍전등화의 위기에 놓인 것이다.
그 때 몽골 본국의 카라코룸에서 오고타이 칸이 죽었다는 전갈이 왔다. 바투는 군대를 초원지대로 불러들여 1243년 볼가 강변의 사라이를 도읍으로 킵차크 한국을 세웠다. 이후 거의 대부분의 루스는 킵차크의 칸에게 무릎을 꿇고 몽골의 지배를 받는다.
그러나 오고타이 칸이 사망하고 장남 구유크가 몽골 제국 제 3대 칸이 되자, 바투는 루스 땅에 남아 킵차크 한국을 세우게 된다. 동유럽을 정복한 몽골의 바투는 볼가 강변의 사라이를 도읍으로 킵차크 한국을 세우고 거의 대부분의 루스를 지배한다. 루스인들은 킵차크 한국을 '졸로타야 오르다'라 부르고 몽골족의 루스 지배를 '타타르의 멍에'라 했다. '졸로타야 오르다(금장한국, 金帳汗國)'는 '황색 천막 속에서 칸이 중심(황색은 중앙의 상징이기도 함)에 앉아 지배하는 나라'라는 뜻이다. '타타르의 멍에'는 루스의 서부 지방에서는 약 1세기, 북부와 중부 지방에서는 약 2세기, 남부와 동부 지방에서는 3세기 이상 이어졌으며, 지역과 시기에 따라 지배의 강도가 달랐다. 몽골족이 루스를 침략하면서 루스에 끼친 피해는 이루 헤아릴 수 없었다. 대량학살로 인한 인명의 손실, 약탈과 파괴로 인한 재산의 손실, 노예로 팔려간 포로들은 실로 엄청난 규모였다. 조세의 수취로 땅은 척박해지고 사람들은 절대 극빈에 시달렸다. 몽골은 키예프 루스의 거의 대부분의 유산을 송두리째 사라지게 했다. 키예프 루스의 찬란한 문화는 거의 그 뿌리를 뽑히고 문화의 암흑시대로 접어들었다. 도시와 마을의 해체는 각계 각층의 기반을 없애 상업, 산업, 과학, 공업기술, 공학 등을 붕괴시키고 루스를 농업기술의 사회로 바꾸어 놓았다. 그리고 노브고로드 공화국이 위치한 북서부 일부를 제외한 모든 지역에서 민회와 함께 시민의 자유를 박탈해버리고 국민들을 질곡의 구렁텅이로 몰아넣었다. 또한 기존 루스의 중심지었던 키예프는 붕괴되고 모스크바에 새로이 형성된 루스 공국인 모스크바 공국이 분열되어 있던 전체 루스 공국들을 통일하면서 모스크바 대공국이 새로운 루스의 중심지로 성장해 루스의 명맥을 이어받게 되었다.

## 초기
루스를 지배하게 된 몽골은 처음에는 직접 다루가치(총독)와 바스카크(사정관)를 파견해서 행정 · 징세 · 징병 등의 업무를 집행했다. 세금을 거두기 위해 인구조사도 세 차례나 했다(1275년에 실시한 세 번째 인구조사에서 당시 루스 인구는 약 1,000만 명). 세금은 납세능력에 관계없이 머릿수대로 거두었다. 사정관의 징세는 철저했고, 이에 저항하는 주민들은 참혹하게 진압됐다. 인구조사 결과는 징병에도 이용돼, 많은 루스인 청년들이 몽골을 위해 병역에 복무했다.
그러나 루스인의 반발을 고려하여, 13세기 말에 루스의 여러 공들에게 권한을 위탁하고 세금을 받는 간접지배 방법으로 전환했다. 킵차크의 칸은 루스 공들에게서 세금을 받고 그들에게 공국의 통치권을 인정하는 허가장인 야를리크를 내주었으며, 그들 가운데 가장 믿음직한 대공에게 '전 루스의 대공' 칭호를 주어 루스의 모든 공후 위에 서게 했다. 루스의 공들은 야를리크를 받기 위해, 그리고 '전 루스의 대공' 칭호를 얻기 위해 앞다투어 사라이를 드나들었고, 킵차크의 칸은 루스 공후들의 대립과 반목을 교묘히 이용하여 지배를 강화했다. 이후 최종적으로 모스크바 대공국이 야를리크와 '전 루스의 대공' 칭호를 독점하면서 모스크바 대공국이 새로운 루스의 중심지로 성장하였다.
몽골 지배하에서 루스는 북서부 일부를 제외하고는 상업, 산업, 과학, 공업기술, 공학 등이 붕괴되어 농업기술이 유일한 주된 나라로 변했다. 그나마 혹독한 기후와 황폐한 땅에서 쉽게 농업기술을 정착, 발전시키는 것마저도 어려웠다. 게다가 몽골의 징세가 빈약한 루스 경제를 더더욱 쥐어짰다. 한 역사가는 몽골의 수탈을 이렇게 표현했다.
"한 거대한 기생충이 루스인 대중의 생체에 달라붙어 그 즙을 빨아먹었다. 그리하여 그 생명력을 고갈시켰고 때때로 그 생체 안에 커다란 혼란을 일으켰다.
농민들의 지위는 계속 악화되어 점점 더 호족지주와 마름에게 예속되어갔다. 그와 함께 여러 단계의 군신 관계가 형성되면서 귀족들의 봉건제후화 경향도 강화됐다. 루스는 몽골의 지배를 거치면서 봉건제 하의 중세 유럽과 유사한 사회구조를 갖게 된다."

## 종교
몽골 지배하에서 가장 큰 발전을 보인 것은 동방 정교회였다. 잔인한 지배자였던 몽골인도 종교에 대해서만은 가장 관대했다. 교회와 수도원은 면세특권을 부여받았고, 재산도 보호를 받았다. 또 사라이에까지 주교 관구를 설치하고 교회도 건립했다. 루스의 여러 공도 자신을 위해 기도해준 대가로 교회에 많은 재산을 기증했다. 몽골 지배 말기에 이르면, 경지의 약 1/4이 교회의 소유가 된다.

## 문화
'타타르의 멍에' 치하에서 문화·예술까지도 붕괴되었으나, 조각과 회화 부문에서만은 대단히 큰 변화를 보였다. 특히 14세기 말과 15세기 초에 활동한 루블료프의 회화는 조화로움과 평온함의 극치를 보여주는 작품으로 칭송받는다.

## 경제
킵차크 한국은 14세기 전반, 우즈베크 칸과 자니베크 칸 때에 전성기를 맞았다. 수도 사라이에는 새로운 시가지가 만들어지고 모스크 등의 건축물이 세워졌으며, 경제와 농업기술, 농학, 수학 등이 발달했다. 이슬람 상인들이 크게 활약하면서 중국(원나라)과 비잔틴 · 제노바와의 무역도 활발해졌다.

## 쇠퇴
그러나 궁정 안에서 내분이 일어나고 루스의 새로운 중심지로 성장해가던 모스크바 대공국을 필두로 루스의 제후들이 몽골 세력에 저항하기 시작하면서 킵차크 칸국의 지배력도 점점 느슨해졌다. 마침내 1395년 중앙아시아의 초원에서 일어나 세력을 키워가던 티무르 제국의 침공을 받아 수도 사라이가 잿더미로 변하면서, 킵차크 한국은 급격한 쇠퇴를 겪고 루스에 대한 지배력도 상실해갔으며, 전체 루스 공국들을 통일한 모스크바 대공국의 대공 이반 3세에 의해 킵차크 칸국이 1502년에 멸망하면서 타타르의 멍에는 종결되었다.